# Metriaeschra elegans
Metriaeschra elegans är en fjärilsart som beskrevs av Nakamura 1973. Metriaeschra elegans ingår i släktet Metriaeschra och familjen tandspinnare. Inga underarter finns listade i Catalogue of Life.